# Curieův zákon
Curieův zákon je pravidlo platící u řady paramagnetických látek, které říká, že magnetizace je při dostatečně vysoké teplotě a dostatečně slabých polích přímo úměrná intenzitě magnetického pole; při zahřívání tento vztah přestává platit. Je-li intenzita pole stálá, pak je magnetická susceptibilita nepřímo úměrná teplotě:
{\displaystyle M=\chi H,\quad \chi ={\frac {C}{T}},}
kde
{\displaystyle \chi >0} je (objemová) magnetická susceptibilita,
{\displaystyle M} je vytvořená magnetizace (A/m),
{\displaystyle H} je intenzita magnetického pole (A/m),
{\displaystyle T} je teplota (K),
{\displaystyle C} je Curiova konstanta, specifická pro daný materiál (K).
Pierre Curie objevil toto pravidlo při zpracování dat z pokusu a platí jen při vysokých teplotách a slabých polích. Maximální magnetizace nastává za nízkých teplot a silných polí. Pokud je Curieova konstanta nulová, tak převažují jiné magnetické jevy, například Langevinův diamagnetismus nebo Van Vleckův paramagnetismus.

## Odvození z kvantové mechaniky

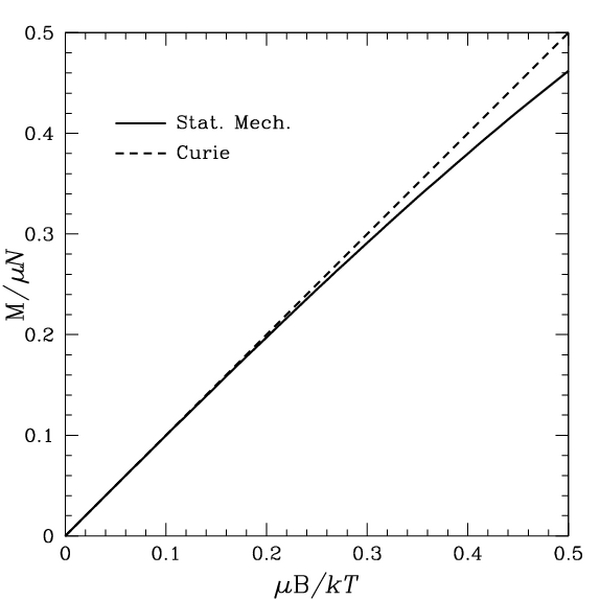
Magnetizace paramagnetu jako funkce převrácené hodnoty teploty

Každá částice paramagnetu má magnetický moment {\displaystyle {\vec {\mu }}}. Energie magnetického momentu v magnetickém poli je:
{\displaystyle E=-{\boldsymbol {\mu }}\cdot \mathbf {B} ,}
kde {\displaystyle \mathbf {B} =\mu _{0}(\mathbf {H} +\mathbf {M} )} je hustota magnetického pole v jednotkách tesla (T).

### Dvoustavové částice (se spinem -1/2)
Pro zjednodušení výpočtu se uvažují dvoustavové částice, které mohou mít směr magnetického momentu ve srovnání s magnetickým polem souhlasný nebo opačný a jediné možné hodnoty magnetického momentu tak jsou {\displaystyle \mu } a {\displaystyle -\mu }. V takovém případě má částice jen dvě možné energie, {\displaystyle -\mu B} při uspořádání ve směru magnetického pole, a {\displaystyle +\mu B} při opačném uspořádání.
Gibbsova volná energie je:
{\displaystyle G=-{\frac {1}{\beta }}\log Z=-Nk_{\rm {B}}T\log Z_{1}.}
Magnetizace je zápornou derivací volné energie vůči uvažovanému poli, a magnetizace na jednotkový objem tak činí
{\displaystyle M=n\mu \tanh {\frac {\mu B}{k_{\rm {B}}T}},}
kde n je hustota počtu magnetických momentů.
Výše uvedený vztah se nazývá Langevinova paramagnetická rovnice.
Pierre Curie vytvořil aproximaci tohoto pravidla pro vysoké teploty a slabá pole, která používal při svých pokusech. S růstem teploty a poklesem intenzity pole se parametr vyjádřený hyperbolickým tangentem snižuje. Za takových podmínek platí:
{\displaystyle {\frac {\mu B}{k_{\rm {B}}T}}\ll 1}
Pokud {\displaystyle |x|\ll 1}, tak
{\displaystyle \tanh x\approx x,}
magnetizace je tedy malá, a lze tedy použít vzorec {\displaystyle B\approx \mu _{0}H}, z čehož vyplývá:
{\displaystyle M\approx {\frac {\mu _{0}\mu ^{2}n}{k_{\rm {B}}}}{\frac {H}{T}}.}
Za těchto podmínek je magnetická susceptibilita:
{\displaystyle \chi ={\frac {\partial M}{\partial H}}\approx {\frac {M}{H}}}
což dává:
{\displaystyle \chi (T\to \infty )={\frac {C}{T}},}
kde {\displaystyle C=\mu _{0}n\mu ^{2}/k_{\rm {B}}}, v kelvinech (K), je Curieova konstanta.

### Zobecnění
Jestliže mají částice libovolný spin, tak je vzorec složitější.
Ve slabých magnetických polích nebo za vysokých teplot odpovídá spin Curieovu zákonu:
{\displaystyle C={\frac {\mu _{0}\mu _{\text{B}}^{2}}{3k_{\rm {B}}}}ng^{2}J(J+1),}
kde {\displaystyle J} je celkové kvantové číslo úhlového momentu hybnosti, a {\displaystyle g} faktor g (takový, že {\displaystyle \mu =gJ\mu _{\text{B}}} je magnetický moment). V dvouúrovňové soustavě s magnetickým momentem {\displaystyle \mu } se vzorec zjednoduší do výše uvedené podoby
{\displaystyle C={\frac {1}{k_{\rm {B}}}}n\mu _{0}\mu ^{2},}
Když se spin blíží nekonečnu, tak magnetizace dosahuje klasické hodnoty odvozené v následujícím oddílu.

## Odvození z klasické statistické mechaniky
Paramagnety si také lze představit jako klasické, volně rotující, magnetické momenty. V takovém případě je jejich polohový vektor určen úhly ve sférických souřadnicích a energie jednotlivého momentu potom bude:
{\displaystyle E=-\mu B\cos \theta ,}
kde {\displaystyle \theta } je úhel mezi magnetickým momentem a
magnetickým polem. Odpovídající rozdělovací funkce je:
{\displaystyle Z=\int _{0}^{2\pi }d\phi \int _{0}^{\pi }d\theta \sin \theta \exp(\mu B\beta \cos \theta ).}
Výsledek nezávisí na úhlu {\displaystyle \phi }, a tak lze proměnné upravit na {\displaystyle y=\cos \theta } za vzniku:
{\displaystyle Z=2\pi \int _{-1}^{1}dy\exp(\mu B\beta y)=2\pi {\exp(\mu B\beta )-\exp(-\mu B\beta ) \over \mu B\beta }={4\pi \sinh(\mu B\beta ) \over \mu B\beta }}
Nyní je očekávaná hodnota {\displaystyle z} složky magnetizace (zbylé dvě jsou v důsledku integrace podle {\displaystyle \phi } nulové):
{\displaystyle \left\langle \mu _{z}\right\rangle ={1 \over Z}\int _{0}^{2\pi }d\phi \int _{0}^{\pi }d\theta \sin \theta \exp(\mu B\beta \cos \theta )\left[\mu \cos \theta \right].}
Pro zjednodušení výpočtu lze tento výsledek zapsat jako diferenciaci {\displaystyle Z}:
{\displaystyle \left\langle \mu _{z}\right\rangle ={1 \over Z\beta }{\frac {\partial Z}{\partial B}}={1 \over \beta }{\frac {\partial \ln Z}{\partial B}}}
Odstraněním derivace vznikne:
{\displaystyle M=n\left\langle \mu _{z}\right\rangle =n\mu L(\mu B\beta ),}
kde {\displaystyle L} je Langevinova funkce:
{\displaystyle L(x)=\coth x-{1 \over x}}
Tato funkce vypadá pro malá {\displaystyle x} jako singulární, ovšem není,
protože dvě singulární proměnné se navzájem vyruší. Chování této funkce pro malé argumenty lze popsat jako:
{\displaystyle L(x)\approx x/3}, takže se také uplatní Curieova limita, ale s třikrát menší Curieovou konstantou. Podobně se funkce na {\displaystyle 1} pro velké argumenty nasycuje, a tak se obnovuje opačná limita.

## Historie
Pierre Curie v roce 1895 zpozoroval, že magnetická susceptibilita kyslíku je nepřímo úměrná jeho teplotě. Paul Langevin o deset let později představil klasické odvození tohoto vztahu.